# 노들강변
〈노들강변〉(--江邊)은 1930년대 신불출이 작사하고, 문호월이 작곡한 신민요다. “노들강변 봄버들”로 시작되는 가사에 세상의 한을 물에 띄워 보내는 심정을 읊었다. 기본 장단은 9박의 세마치장단이며 맑고 경쾌해서 여전히 널리 불린다.

## 노랫말
1. 노들강변 봄버들 휘늘어진 가지에다가
무정세월(無情歲月) 한허리를 칭칭 동여매어나 볼까
에헤요 봄버들도 못 믿으리로다
푸르른 저기 저 물만 흘러 흘러가노라
2. 노들강변 백사장 모래마다 밟은 자죽
만고풍상(萬古風霜) 비바람에 몇 번이나 지여 갔나
에헤요 백사장도 못 믿으리로다
푸르른 저기 저 물만 흘러 흘러가노라
3. 노들강변 푸른 물 네가 무슨 망령으로
재자가인(才子佳人) 아까운 몸 몇몇이나 데려갔나
에헤요 네가 진정 마음을 돌려서
이 세상 쌓인 한(恨)이나 두둥 싣고서 가거라